# Plélan-le-Petit
Plélan-le-Petit település Franciaországban, Côtes-d’Armor megyében. Lakosainak száma 1947 fő (2022. január 1.). Plélan-le-Petit Bourseul, La Landec, Languédias, Mégrit, Saint-Maudez, Saint-Méloir-des-Bois és Saint-Michel-de-Plélan községekkel határos.

## Népesség
A település népességének változása:
| Lakosok száma | 1127 | 1364 | 1525 | 1609 | 1836 | 1894 | 1910 | 1901 | 1917 | 1947 |
|               | 1968 | 1982 | 1990 | 2006 | 2013 | 2015 | 2017 | 2019 | 2020 | 2022 |